# Springfield (Géorgie)
Pour les articles homonymes, voir Springfield.
Springfield est une ville de Géorgie, aux États-Unis. Il s'agit du siège du comté d'Effingham.

## Démographie
| 1870 | 1910 | 1920 | 1930 | 1940 | 1950 |
| ---- | ---- | ---- | ---- | ---- | ---- |
| 32   | 504  | 377  | 402  | 458  | 627  |

| 1960 | 1970  | 1980  | 1990  | 2000  | 2010  |
| ---- | ----- | ----- | ----- | ----- | ----- |
| 858  | 1 001 | 1 075 | 1 415 | 1 821 | 2 852 |